# Rajd Francji 1996
Rajd Korsyki 1996 (40. Tour de Corse - Rallye de France) – trzecia runda eliminacji Dwulitrowego Rajdowego Pucharu Świata w roku 1996, który odbył się w dniach 29 kwietnia-1 maja. Bazą rajdu było miasto Ajaccio.

## Wyniki końcowe rajdu
| Msc.                   | Kierowca               | Pilot                  | Samochód                | Czas                   | Strata                 | Grupa                  |                        |
| Klasyfikacja generalna | Klasyfikacja generalna | Klasyfikacja generalna | Klasyfikacja generalna  | Klasyfikacja generalna | Klasyfikacja generalna | Klasyfikacja generalna | Klasyfikacja generalna |
| ---------------------- | ---------------------- | ---------------------- | ----------------------- | ---------------------- | ---------------------- | ---------------------- | ---------------------- |
| 1                      | Philippe Bugalski      | Jean-Paul Chiaroni     | Renault Mégane Maxi     | 5:18:36                | 0.0                    | A7                     |                        |
| 2                      | Gilles Panizzi         | Hervé Panizzi          | Peugeot 306 Maxi        | 5:20:43                | +2:07                  | A7                     |                        |
| 3                      | Marco Massarotto       | Yves Bouzat            | Subaru Impreza 555      | 5:20:59                | +2:23                  | A8                     |                        |
| 4                      | François Delecour      | Daniel Grataloup       | Peugeot 306 Maxi        | 5:21:12                | +2:36                  | A7                     |                        |
| 5                      | Patrick Bernardini     | Catherine Francois     | Ford Escort RS Cosworth | 5:21:38                | +3:02                  | A8                     |                        |
| 6                      | François Chatriot      | Dominique Savignoni    | Peugeot 306 Maxi        | 5:22:23                | +3:47                  | A7                     |                        |
| 7                      | Andrea Navarra         | Renzo Casazza          | Subaru Impreza 555      | 5:25:56                | +7:20                  | A8                     |                        |
| 8                      | Olivier Burri          | Christophe Hormann     | Subaru Impreza 555      | 5:29:24                | +10:48                 | A8                     |                        |
| 9                      | Claude Balesi          | Jean-Paul Cirindini    | Renault Clio Maxi       | 5:33:30                | +14:54                 | A7                     |                        |
| 10                     | Jean Ragnotti          | Gilles Thimonier       | Renault Mégane Maxi     | 5:35:15                | +16:39                 | A7                     |                        |
| 2L WRC                 |                        |                        |                         |                        |                        |                        |                        |
| 1 (1)                  | Philippe Bugalski      | Jean-Paul Chiaroni     | Renault Mégane Maxi     | -                      | 0.0                    | A7                     |                        |
| 2 (2)                  | Gilles Panizzi         | Hervé Panizzi          | Peugeot 306 Maxi        | 5:20:43                | +2:07                  | A7                     |                        |
| 3 (4)                  | François Delecour      | Daniel Grataloup       | Peugeot 306 Maxi        | 5:21:12                | +2:36                  | A7                     |                        |